# کلاودیا دودووا
کلاودیا دودووا (چکی: Klaudia Dudová؛ زادهٔ ۲ سپتامبر ۱۹۸۸) بازیگر کولی‌تبار اهل جمهوری چک است.
از فیلم‌ها یا مجموعه‌های تلویزیونی که وی در آن‌ها نقش داشته‌است، می‌توان به ما هیچگاه تنها نیستیم و راه خروج اشاره نمود.